# Саломе (теленовела)
Вижте пояснителната страница за други значения на Саломе.
„Саломе“ (на испански: Salomé) е мексиканска теленовела от 2001 г., създадена от Артуро Моя Грау, режисирана от Серхио Хименес и продуцирана от Хуан Осорио за Телевиса.
В главните роли са Едит Гонсалес и Гай Екер, а в отрицателните – Мария Рубио и Себастиан Лигарде.

## Сюжет
Историята започва през 1980 г., главният герой е танцьорката Саломе, която работи в нощен клуб с приятелката си Карисия. Саломе се запознава с Хулио, който е женен, а майка му е властна жена, и се влюбва в него. Саломе забременява и бяга от Хулио и майка му Лукресия. Със себе си, девойката взема още две бебета, чиято майка ги е оставила.
20 години по-късно, Саломе се завръща с трима красиви младежи – Хосе Хулиан, Хосе Армандо и Хосе Мигел. Тримата много искат да узнаят, коя е тяхната майка, но не знаят, че на един от тях е Саломе. Тя вече не се казва Саломе, а Фернанда – бизнес дама, жертвала се като майка. Фернанда се завръща в живота на Хулио и започва ожесточена борба с Лукресия. Лукресия на всяка цена иска да разбере кой от тримата младежи е нейният така желан внук, с който не е могла да я дари Анхела, съпругата на Хулио.

## Актьори
Част от актьорския състав:
- Едит Гонсалес – Фернанда Киньонес вдовица де Лавайе / Де Монтесино / „Саломе“
- Гай Екер – Хулио Монтесино Ваядарес
- Мария Рубио – Лукресия Ваядарес де Монтесино
- Себастиан Лигарде – Диего Дувал
- Арон Ернан – Артуро Монтесино
- Моника Санчес – Анхела Дувал де Монтесино
- Патрисия Рейес Спиндола – Манола
- Нюрка Маркос – Карисия Де Сиснерос
- Роберто Вандер – Маурисио Валдивия
- Рафаел Амая – Хосе Хулиан
- Ернесто Д'Алесио – Хосе Мигел
- Хосе Мария Торе – Хосе Армандо
- Алесандра Росалдо – Карла Касино
- Клаудия Силва – Ева

## Премиера
Премиерата на Саломе е на 22 октомври 2001 г. по Canal de las Estrellas. Последният 150. епизод е излъчен на 17 май 2002 г.

## Адаптации
- Оригиналната версия е чилийската теленовела La Colorina, продуцирана през 1977 г. за TVN. Участват Лиляна Рос, Виолета Видауре и Патрисия Ачура.
- През 1980 г. Телевиса създава версията Колорина, продуцирана от Валентин Пимщейн. С участието на Лусия Мендес и Енрике Алварес Феликс.
- През 1993 г. е създадена аржентинската адаптация Apasionada, с участието на Сусу Пекораро и Дарио Грандинети.

## „Саломе“ в България
В България сериалът е излъчен през 2006 г. по TV 7, озвучен на български език